# Une vie pas si tranquille
Une vie pas si tranquille (Life of Riley) est une sitcom britannique en vingt épisodes de 30 minutes diffusée entre le 8 janvier 2009 et le 1er juin 2011 sur BBC One.
En France la série a été diffusée sur NT1. Elle reste inédite dans les autres pays francophones.

## Synopsis
Jim et Maddy se sont mariés, lui a deux enfants et elle un enfant, ensemble ils ont eu un bébé. La série suit les mésaventures de cette petite famille.

## Distribution
- Caroline Quentin : Maddy Riley
- Neil Dudgeon : Jim Riley
- Heather Craney (en) : Alison Weaver
- Lucinda Dryzek : Katy Riley
- Taylor Fawcett : Danny Riley
- Patrick Nolan : Ted Jackson
- Ava et Neve Lamb : Rosie Riley
- Richard Linnell : Anthony Weaver (saison 3)
- John Bell : Anthony Weaver
- Jordan Clarke (en) : Adam Weaver
- Marcia Warren : Margaret, mère de Maddy
- Richard Lumsden (en) : Roger Weaver
- Jessica Gunning : Babysitter

## Épisodes

### Première saison (2009)
1. titre français inconnu (In the Family Way)
2. titre français inconnu (New Beginnings)
3. titre français inconnu (The Ex Factor)
4. titre français inconnu (Beating the Bully)
5. titre français inconnu (The Little White Lie)
6. titre français inconnu (The Worst Best Man)

### Deuxième saison (2010)
1. titre français inconnu (Just The Two of Us)
2. titre français inconnu (Crowded House)
3. titre français inconnu (Nine to Five)
4. titre français inconnu (Is She Really Going Out With Him?)
5. titre français inconnu (School's Out)
6. titre français inconnu (Crazy)

### Troisième saison (2011)
1. titre français inconnu (The Boyfriend)
2. titre français inconnu (Letter of the Law)
3. titre français inconnu (Interference)
4. titre français inconnu (Snake)
5. titre français inconnu (Lost in Translation)
6. titre français inconnu (Absent Friends)
7. titre français inconnu (The Bug)
8. titre français inconnu (The Good Mother)